# Veronica Calabrese
Veronica Calabrese (Werdohl, 7 novembre 1987) è una taekwondoka italiana.

## Carriera
Campionessa di arti marziali, nata in Germania ma cresciuta in Italia e risiedente a Mesagne, in Provincia di Brindisi, pratica dall'età di sei anni la disciplina del taekwondo. Gareggia nella categoria 57 kg per il Centro Sportivo dell'Esercito, per il quale ha il grado di caporale.
Nel 2007 si piazza seconda alle qualifiche olimpiche di Manchester; nel 2008 partecipa alla XXIX Olimpiade di Pechino, dove viene sconfitta in semifinale dalla sudcoreana, campionessa olimpica uscente, Lim Su-jeong; partecipa poi agli spareggi per il terzo posto contro una rappresentante degli Stati Uniti dove, chiusi in parità i 3 round, perde al golden point classificandosi quarta.

### Vittorie
Nel 2004 vince la medaglia d'oro ai Mondiali juniores.
Nel 2006 conquista il titolo assoluto in Italia e vince la medaglia di bronzo ai Campionati europei seniores.
Nel 2010 si classifica di nuovo 3ª ai Campionati europei seniores di San Pietroburgo, confermando la medaglia d'argento dell'anno precedente ai Campionati mondiali seniores di Copenaghen e confermandosi una delle atlete più quotate del panorama agonistico.